# الحرف (الحيمة الخارجية)

تعديل مصدري - تعديل

الحرف هي إحدى قرى عزلة الحطب بمديرية الحيمة الخارجية التابعة لمحافظة صنعاء، بلغ تعداد سكانها 208 نسمة حسب تعداد اليمن لعام 2004.